# Хагерстаун (Мериленд)
Хагерстаун (енгл. Hagerstown) град је у америчкој савезној држави Мериленд.

## Демографија
По попису из 2010. године број становника је 39.662, што је 2.975 (8,1%) становника више него 2000. године.
| Група             | 2000.          | 2010.          |
| Белци             | 31.244 (85,2%) | 29.119 (73,4%) |
| Афроамериканци    | 3.722 (10,1%)  | 6.140 (15,5%)  |
| Азијати           | 354 (1,0%)     | 504 (1,3%)     |
| Хиспаноамериканци | 649 (1,8%)     | 2.232 (5,6%)   |
| Укупно            | 36.687         | 39.662         |